# Ворота сонця

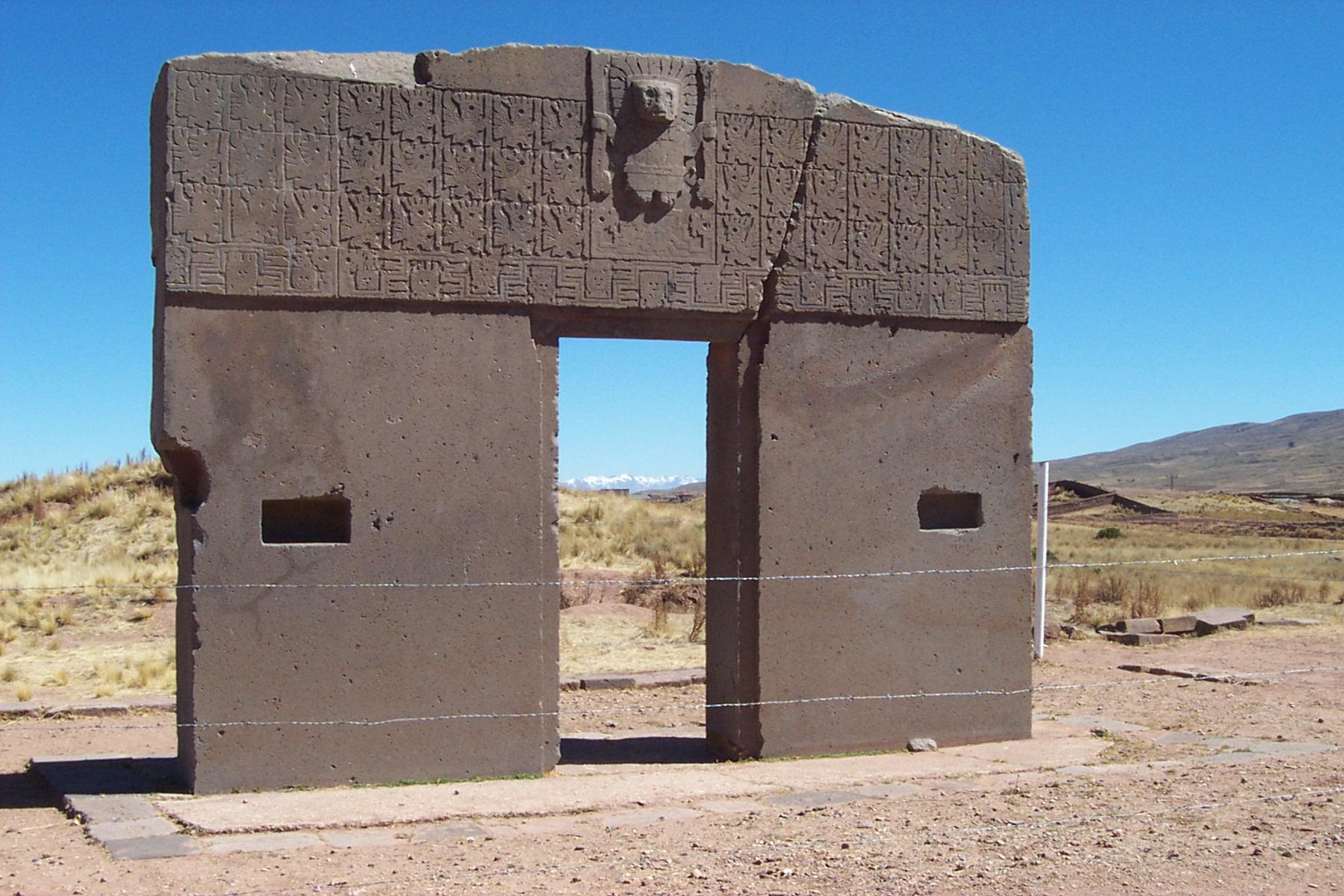
«Ворота Сонця»

Ворота Сонця  — це археологічна пам'ятка Болівії, моноліт, висічений у формі арки або воріт на місці Тіаванако, яка процвітала навколо озера Тітікака в Андах західної частини Південної Америки приблизно в 500-950 рр. н. е 

## Опис пам'ятки
Ворота Сонця знаходяться на висоті 3825 метрів над рівнем моря, мають вагу близько 10 тонн. Були знайдені європейцями у XIX столітті. На час знахідки моноліт був розколотий на дві частини і лежав на боці. Моноліт (2,7 м заввишки і 3,8 м завширшки), з пробитим у ньому невеликим «дверним» отвором, вирубаний з брили андезиту вагою в кілька десятків тонн, прикрашений барельєфами, що зображують кондорів, дивовижних казково-міфологічних істот та загадкову людиноподібну фігуру якогось божества на ім'я Тонапа, в котрому інки вбачали свого бога-творця Кон-Тікі-Віракочу, з двома крилами замість рук, кожне з яких закінчується кистю з чотирма пальцями. Грандіозна брама-храм, споруджена із 150-тонних кам'яних блоків.  Будучи пізнішим пам’ятником місця, на якому він стоїть, Ворота Сонця могли також представляти перехід від місячної релігії до сонячної.
Іконографія цивілізації Тіуанако в Болівії мала вплив на весь Андський регіон. Зображення, знайдені на Воротах Сонця, можна розпізнати в інших областях і пов’язати з сучасними або пізнішими цивілізаціями, такими як Варі та Інки .  Андські цивілізації не залишили письмових записів, крім квіпусів  своїх релігійних систем вірувань. Дослідники змогли зібрати інформацію від іспанців, які задокументували інків після завоювання ними імперії. Самі інки відповідали за передачу історії через усні традиції, які іспанські літописці використовували для своїх записів. Одним із цих літописців був Феліпе Гуаман Пома де Айяла, який проілюстрував понад 400 зображень релігійних ритуалів інків та їхні історії. Саме завдяки цим малюнкам і подібним до них джерелам способи життя стародавніх цивілізацій не є загадкою. 
Браму Сонця досліджували Артур Поснанскі та Едмунд Кісс, кожен з яких інтерпретував цю пам’ятку в контексті теорій раннього контакту з нордичними арійцями. Їх інтерпретаціям бракувало сучасних даних,  

## Зображення
На об'єкті знайдені таємничі написи. Вважають, що це різьблення має астрологічне значення і, мабуть, слугувало календарним цілям.
Вчені виявили, що зображення під центральною фігурою позначає небесні цикли. 
Перемичка вирізана 48 квадратами, які складають центральну фігуру. Кожен квадрат представляє персонажа у формі крилатого опудала. Всього представлено 32 зображення з людськими обличчями та 16 антропоморфних фігур з головами кондорів. Усі дивляться в бік центрального мотиву: фігури людини, голова якої оточена 24 лінійними променями, які, на думку деяких вчених, символізують промені Сонця. Стилізовані жезли, які тримає фігура, очевидно, символізують грім і блискавку. Вчені вважають, що центральна фігура представляє «Бога Сонця», а інші пов'язують її з богом інків Віракоча. Зображення центральної фігури на воротах вважається Тунупою, головним богом погоди в культурі аймара та в басейні Тітікаки протягом усього періоду середнього горизонту.    Міфологічна поява богів-творців з озера Тітікака є основою релігійних вірувань Тіванако, що робить місто Тіванако значущим символом для всього регіону Анд.    У культурі інків бог Сонця був відомий як Інті, зображений у вигляді молодого хлопчика, який тримав різні предмети із золота . Вчені провели порівняння ікон інків та тіуанако як доказ впливу тіуанако на міфологію та іконографію інків. 

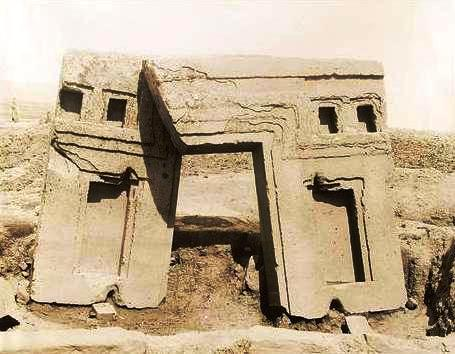
Ворота Сонця, вид ззаду (1903).
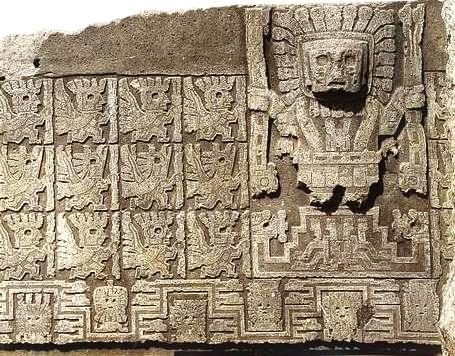
Деталь «Ворота Сонця» (1903).
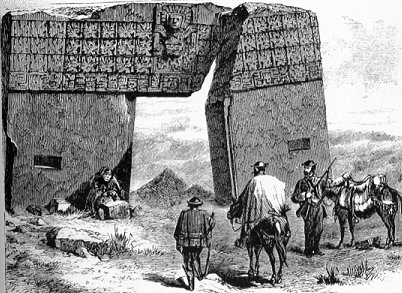
Зображення Ефраїма Сквієра в 1877 році. Масштаб цього малюнка перебільшений.